# Nawngmun
Nawngmun är en kommun i Myanmar. Den ligger i delstaten Kachin och distriktet Putao i den norra delen av landet, 900 km norr om huvudstaden Naypyidaw. Antalet invånare i kommunen utgjorde 7 123 vid folkräkningen 2014.
Nawngmun har ett sub-township benämnt Pannandin som hade 1 758 invånare vid folkräkningen 2014.